# Mazères-de-Neste
Mazères-de-Neste é uma comuna francesa na região administrativa de Occitânia, no departamento dos Altos Pirenéus. Estende-se por uma área de 3,36 km². Em 2010 a comuna tinha 339 habitantes (densidade: 100,9 hab./km²).